# Gizeux
Gizeux ist eine französische Gemeinde mit 377 Einwohnern (Stand: 1. Januar 2022) im Département Indre-et-Loire in der Region Centre-Val de Loire; sie gehört zum Arrondissement Chinon und zum Kanton Langeais. Die Einwohner werden Gizellois genannt.

## Geographie
Die Gemeinde Gizeux liegt im Regionalen Naturpark Loire-Anjou-Touraine an der Grenze zum Département Maine-et-Loire, etwa 37 Kilometer westlich von Tours am Fluss Changeon. Umgeben wird Gizeux von den Nachbargemeinden Rillé im Norden, Continvoir im Osten, Bourgueil im Süden, Courléon im Westen sowie Noyant-Villages im Nordwesten.

## Bevölkerungsentwicklung
| Jahr                       | 1962 | 1968 | 1975 | 1982 | 1990 | 1999 | 2006 | 2013 | 2121 |
| Einwohner                  | 624  | 606  | 643  | 536  | 510  | 427  | 445  | 408  | 373  |
| Quellen: Cassini und INSEE |      |      |      |      |      |      |      |      |      |

## Sehenswürdigkeiten
- Kirche Notre-Dame
- Schloss Gizeux, Monument historique
- Dolmen de La Cardinière westlich von Gizeux

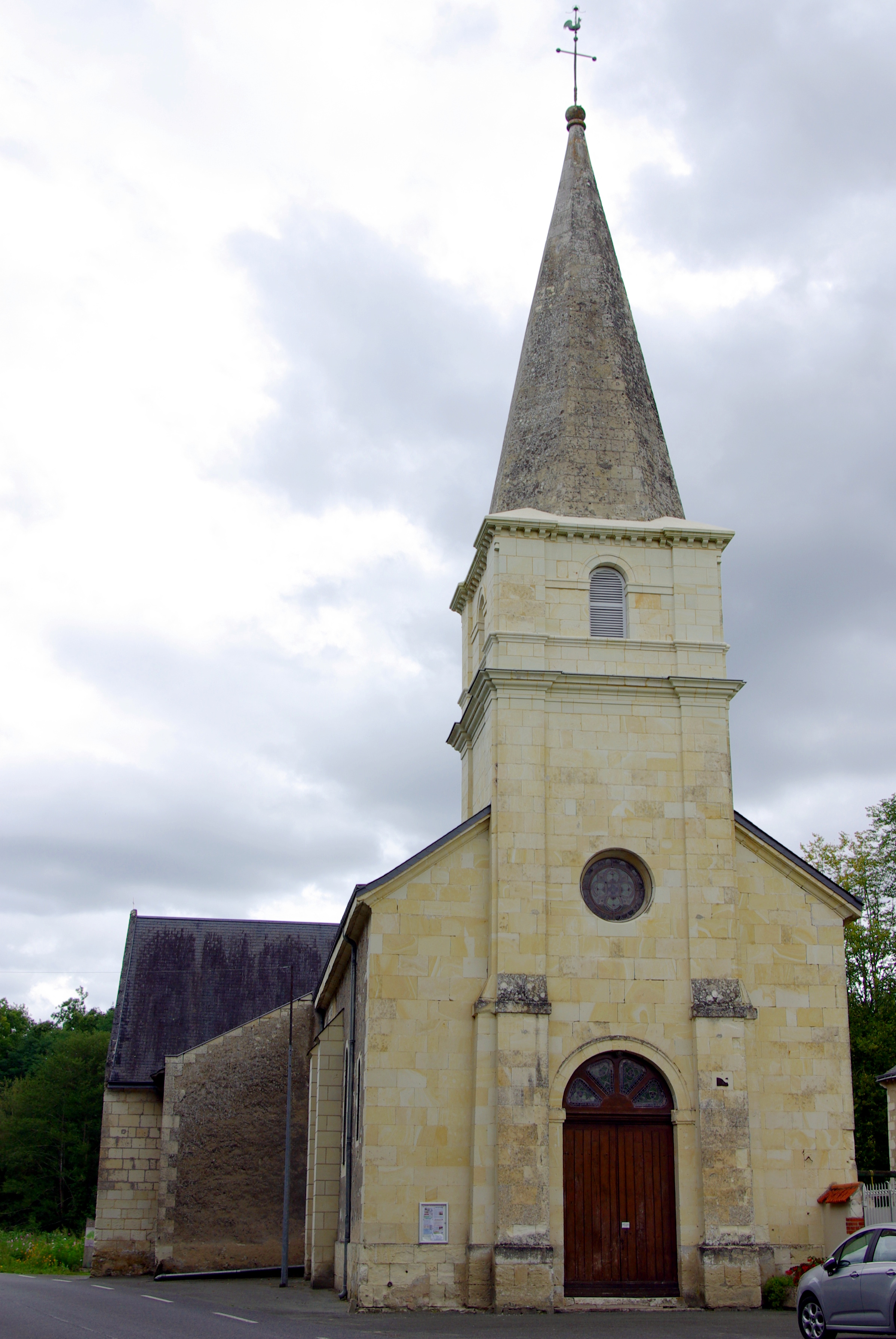
Kirche Notre-Dame
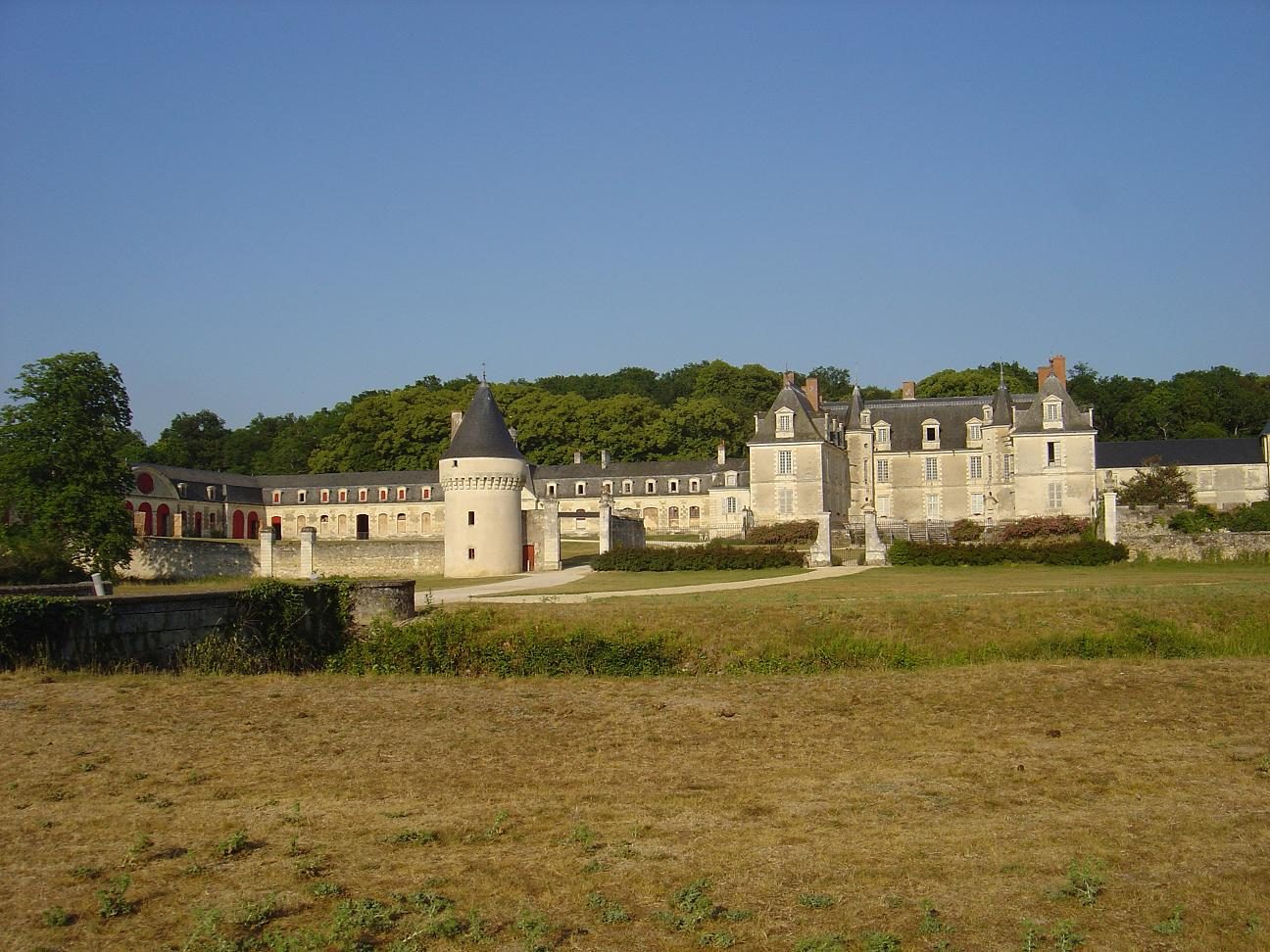
Schloss Gizeux
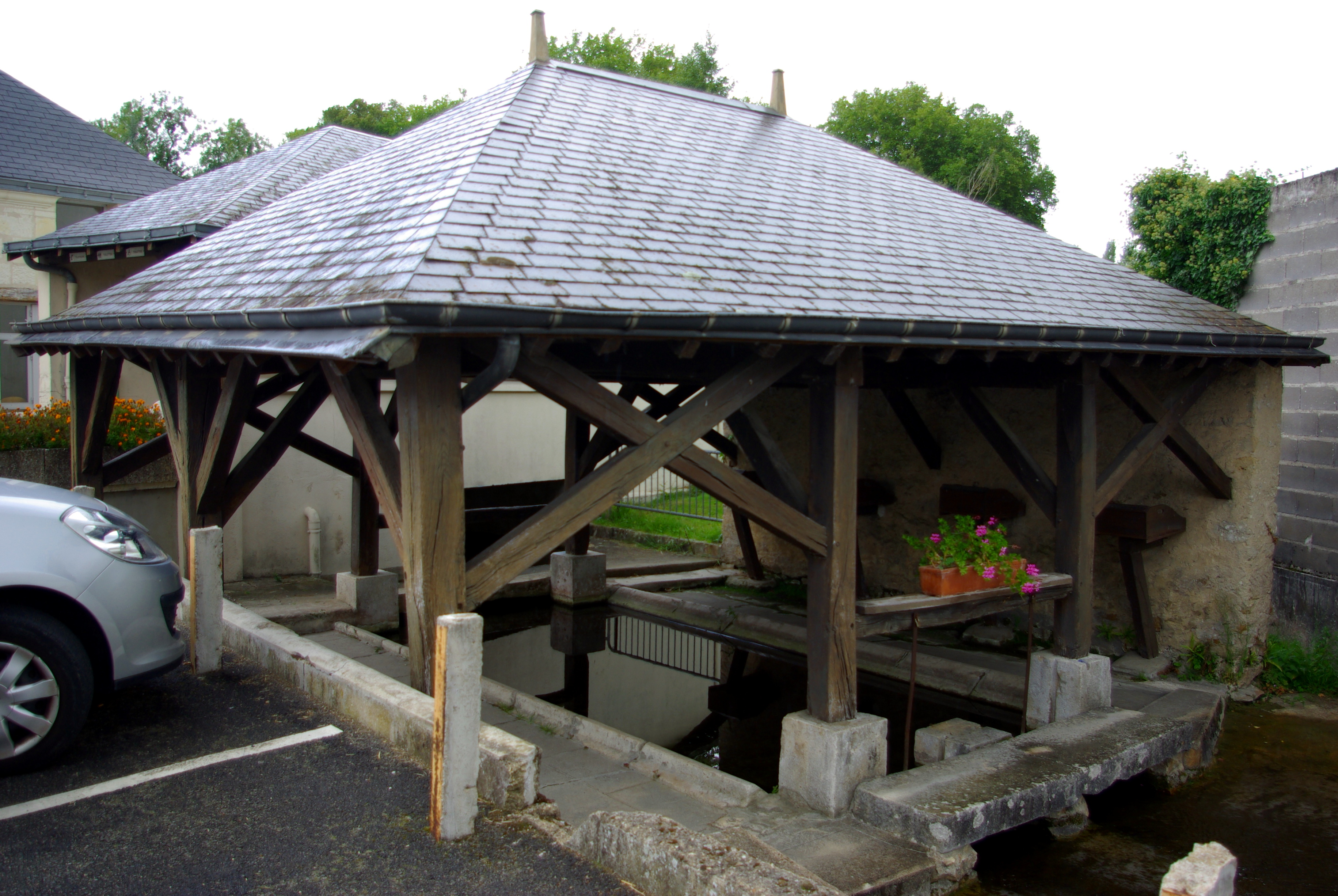
Ehemaliges öffentliches Waschhaus
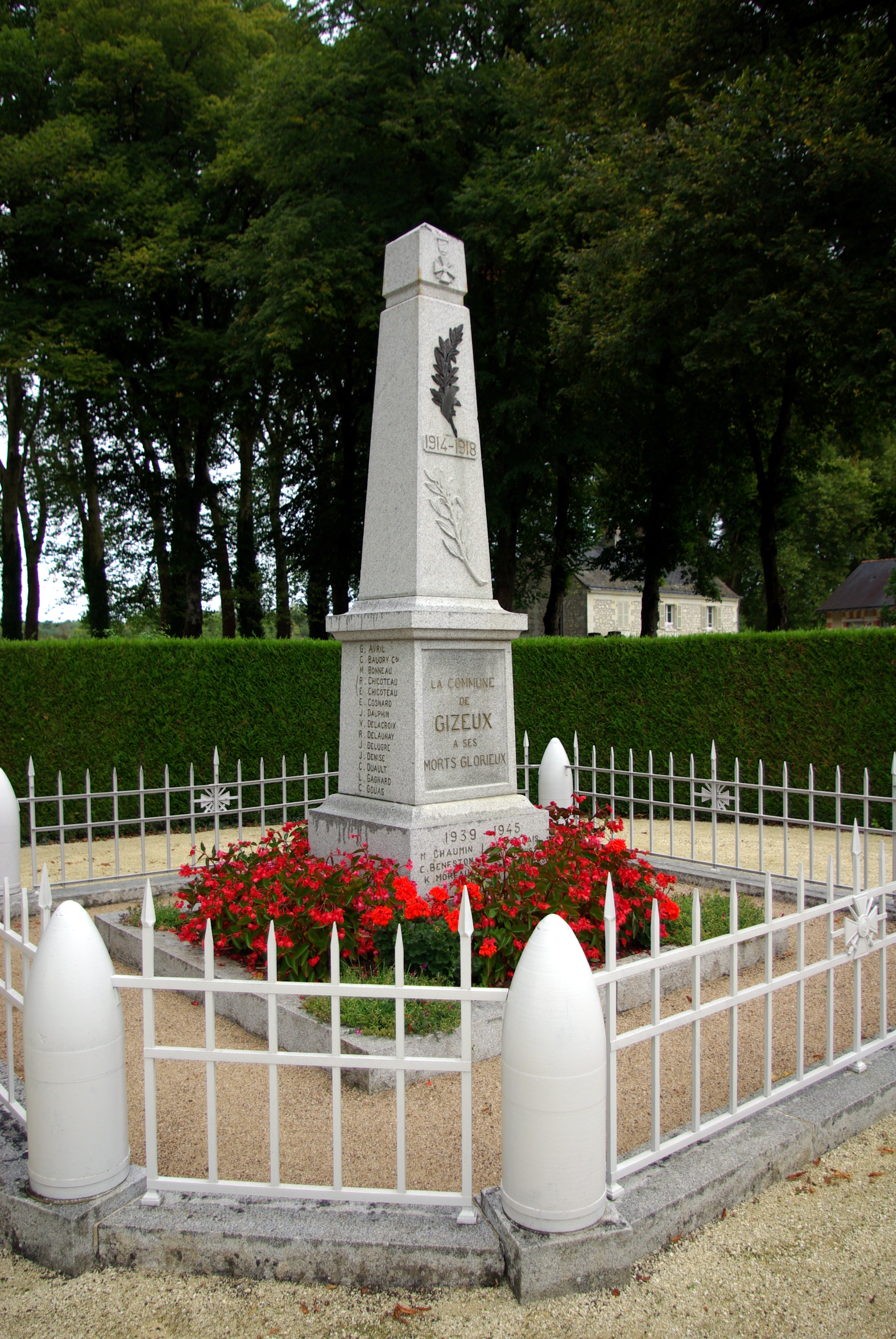
Gefallenendenkmal